# La reina de las nieves (película de 1957)
La reina de las nieves (en ruso: Снежная королева; pronunciado [ˈsʲnʲeʐnəjə kərɐˈlʲevə]) es una película animada soviética producida por el estudio Soyuzmultfilm, dirigida por Lev Atamanov y estrenada en Moscú el 1 de noviembre de 1957 que adapta el cuento homónimo de Hans Christian Andersen. La película es una de las primeras adaptaciones cinematográficas del cuento desde su publicación. El guion fue escrito por Nikolai Erdman y Georgy Grebner y cuenta con animación de Alexander Vinokurov, Leonid Shvartsman, Elizabeth Komova, Vladimir Krumin y Fyodor Khitruk. La cinta está protagonizada por Maria Babanova como la reina de las nieves, Yanina Zheymo como Gerta y Anna Komolova como Kay.
Universal Pictures adquirió la película para su distribución en los cines de Estados Unidos en 1959 por una tarifa  de U$30.000 dólares, convirtiéndose en la primera cinta animada de este estudio cinematográfico. Esta adquisición en plena Guerra Fría sólo fue posible debido al Deshielo de Jrushchov. Junto a la cinta La espada y el dragón recaudó casi U$1.300.000 dólares en la taquilla estadounidense.
La película se proyectó en el Festival Internacional de Cine de Vancouver el 3 de agosto de 1959 y en el Festival Internacional de Cine de San Francisco en noviembre de 1959. La cinta fue una gran fuente de inspiración para el animador japonés Hayao Miyazaki. Soyuzmultfilm publicó una restauración de la película reeditada en alta definición el 19 de diciembre del 2020.

## Doblaje
La película fue doblada al inglés en 1959, 1993 y 1995 con diferente banda sonora. El doblaje de Universal cuenta con un prólogo navideño de seis minutos en imagen real protagonizado por Art Linkletter y las voces de Sandra Dee como Gerda y Tommy Kirk como Kai. Esta edición contenía también una partitura musical completamente reescrita por el compositor ruso Joseph Gershenson y tres canciones nuevas en inglés, dos de las cuales reemplazaban las canciones rusas. El doblaje de esta cinta para Latinoamérica fue realizado a partir del doblaje en inglés.
| Personaje         | Actor            | Actor                |
| Personaje         | Doblaje original | Doblaje español      |
| ----------------- | ---------------- | -------------------- |
| Narrador          | Vladimir Gribkov | Esteban Siller Garza |
| Gerta             | Yanina Zheymo    | Gaby Ugarte          |
| Kai               | Anna Komolova    | Kalimba Marichal     |
| Reina de la nieve | Mariya Babanova  | Magda Giner          |
| Abuela            | Varvara Popova   | Beatriz Aguirre      |